# ÍF/Víkingur
ÍF/Víkingur war ein färöischer Frauenfußballverein, welcher 2014 aus dem Zusammenschluss von ÍF Fuglafjørður und Víkingur Gøta entstand.

## Geschichte
Nachdem sich bereits im Vorjahr EB/Streymur und Skála ÍF, beide auf der Insel Eysturoy beheimatet, zu EB/Streymur/Skála zusammenschlossen, kam es auch bei den anderen beiden Vereinen Eysturoys zu einer Fusion. In der Vorsaison belegten ÍF Fuglafjørður und Víkingur Gøta die Plätze fünf und sechs unter acht Mannschaften, ein Jahr darauf konnte der vierte Platz erreicht werden, dadurch konnte der neue Verein im Gegensatz zum Vorjahr B36 Tórshavn hinter sich lassen. Im Pokal schied die Mannschaft gegen HB Tórshavn im Halbfinale aus. Nach zwei weiteren vierten Plätzen 2017 und 2018 wurde als neuer Verein ÍF/Víkingur/B68 ins Leben gerufen, dem zusätzlich B68 Toftir beitrat.

## Trainer
- Durita R. Djurhuus (2014)
- Erik Ernesto Nielsen (2015)
- Svenn Olsen (2016)
- Bergur Hansen (2017)
- Svenn Olsen & Poul Helgi Jacobsen (2018)

## Bekannte Spielerinnen
Aufgelistet sind alle Spielerinnen, die mehr als ein Spiel für die Nationalmannschaft absolviert haben.
- Jacoba Langgaard (2015–2018)
- Arnborg Lervig (2014–2018)
- Sigrid Petersen (2014–2018)
- Hjørdis Rasmusdóttir (2014–2018)

## Ligarekorde
- Beste Ligaplatzierung: 4. Platz (2014, 2015, 2017, 2018)
- Höchster Heimsieg: 4:0 gegen B68 Toftir (20. März 2016 sowie 5. Juni 2016)
- Höchste Heimniederlage: 0:9 gegen KÍ Klaksvík (29. Mai 2016)
- Höchster Auswärtssieg: 4:0 gegen B68 Toftir (21. Mai 2018)
- Höchste Auswärtsniederlage: 0:13 gegen KÍ Klaksvík (6. August 2017)
- Torreichstes Spiel: KÍ Klaksvík gegen ÍF/Víkingur 13:0 (6. August 2017)
- Ewige Tabelle: 15. Platz

Rekordspielerin der ersten Liga ist Marta Thomsen mit 95 Spielen. Jensa Olsen und Jensa Tórolvsdóttir erzielten mit jeweils 14 die meisten Tore in der Betrideildin (Stand: Ende 2018).